# Marie Jaëll
Marie Jaëll, née Trautmann le 17 août 1846 à Steinseltz, au nord de l'Alsace, et morte le 4 février 1925 à Paris (16e arrondissement), est une pianiste, compositrice et pédagogue française. Son mari, Alfred Jaëll, qu'elle épouse en 1866, est également un pianiste virtuose de renommée européenne. Les deux époux tiennent dans leur appartement un salon dans lequel se presse le Tout-Paris.

## Biographie

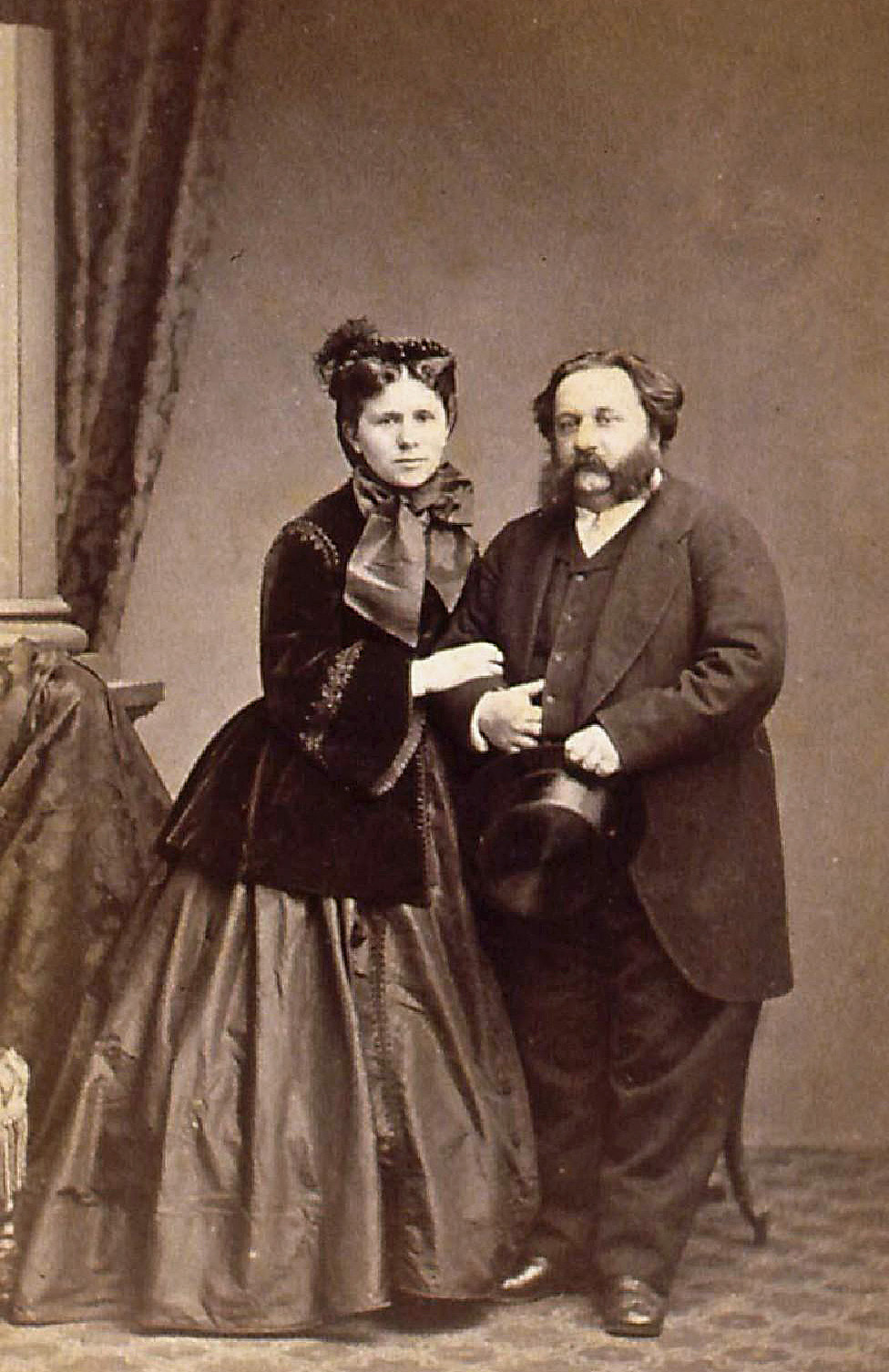
Marie Jaëll donnant le bras à Alfred Jaëll (1866).

Enfant prodige, Marie Trautmann bénéficia d'une formation musicale tout d'abord en Allemagne, de par la proximité géographique, puis au Conservatoire de Paris où elle obtint brillamment le Premier prix en 1862, après seulement 4 mois de cours.
En 1866 elle épousa Alfred Jaëll, également pianiste et de 14 ans son ainé. Son époux a un vaste réseau de relations : Brahms, Liszt, Rubinstein. 
La future compositrice suit les enseignements (composition) de César Franck et de Camille Saint-Saëns.
Alfred refuse le poste, très enviable, de directeur de l'école de musique de Leipzig, par amour pour sa femme. Les relations diplomatiques entre la France et l'Allemagne se tendent à la suite de la défaite française de 1870. Alfred Jaëll meurt des suites d'un diabète à 49 ans. Marie Jaëll est veuve à 35 ans.

La compositrice est également connue comme pianiste virtuose, mais c'est la composition qui la passionne. Saint-Saëns écrit :
« Mme Marie Jaëll ne veut plus que l’on parle de son talent de pianiste. Elle en est rassasiée et ne vise qu’à la haute composition. Ses premiers essais ont été tumultueux, excessifs, quelque chose comme l’irruption d’un torrent dévastateur ». 
Elle est adulée de son vivant avec plusieurs concerts mémorables où l'interprète joue l'intégrale des œuvres pour piano de Liszt, l'intégrale des sonates de Beethoven (une première en France) et des sonates de Schumann.
Compositrice reconnue et appréciée, Marie Jaëll se consacra aussi de manière originale à l'étude de la technique pianistique : elle se livre à une analyse très poussée du toucher. En 1896 elle publie La musique et la psychophilologie.
Mettant à contribution les outils que lui offraient les sciences neuro-psychologiques, qui se développaient à l'époque, elle mena des recherches très précises pour connaître le potentiel de la main humaine, mettant à profit l'aide du Dr Charles Féré, médecin physiologiste à l'hôpital Bicêtre à Paris. Mettant l'accent sur l'importance du développement des facultés mentales et des capacités auditives et visuelles du musicien, elle propose une méthode d'enseignement du piano toujours pratiquée : Le toucher : enseignement du piano basé sur la physiologie (1899). Elle a laissé près d'une dizaine d'ouvrages qui précisent et détaillent sa pensée.
Elle est inhumée au cimetière de Passy (3e division).

### Fonds
À sa mort, ses élèves continuent de perpétuer son enseignement, mais son œuvre musicale reste confidentielle au début du XXIe siècle. Les archives de la musicienne ont été données par sa famille à la Bibliothèque nationale et universitaire de Strasbourg où elles peuvent être consultées librement, et dont une partie peut l'être en ligne. Comme elles sont presque complètes, on y trouve aussi bien les ouvrages et partitions musicales publiés que les manuscrits en partie inédits, des portraits et des photographies de leurs relations. La correspondance de la musicienne reflète le monde musical de son époque.
Le sculpteur Philippe Besnard est l'auteur d'un buste de la compositrice, lequel se trouve aussi dans le Fonds Jaëll. À partir de cette œuvre, le fondeur Claude Valsuani a édité le buste en bronze comme l'atteste la marque de fabrique datée de 1921 apposée à l'arrière de la tête.

## Parcours biographique
(31 décembre 2022).
- 1855 : Premier concert, à l'âge de 9 ans, en présence d'Ignaz Moscheles qui lui promet un grand avenir.
- 1856 : Henri Herz, professeur au Conservatoire de Paris, la prend sous son aile ; elle commence en parallèle une série de tournées de concerts à travers l'Allemagne, la Suisse, l'Alsace, à Paris et en Angleterre. Sa renommée d'enfant prodige est grandissante.
- 1862 : Marie Trautmann devient officiellement étudiante au Conservatoire de Musique de Paris et obtient le Premier prix de piano la même année.
- 1866 : Elle épouse Alfred Jaëll, pianiste de renommée internationale et de 14 ans son aîné, ami de Liszt, Brahms et Camille Saint-Saëns. Ils vont continuer ensemble une série de concerts à travers toute l'Europe jusqu'en Russie en contribuant à faire connaître les œuvres des grands compositeurs tels que Brahms, Liszt, Beethoven, Schubert, Mendelssohn et Reinecke.
- 1871-1900 : Marie Jaëll compose de nombreux morceaux de musique qu'elle présente à la Société Nationale de Paris et s'impose parmi une société de compositeurs très largement masculine.
- 1882 : Alfred Jaëll, son mari, meurt de maladie à l'âge de 49 ans.
- 1887 : Marie Jaëll est admise à la Société des Compositeurs de Musique de Paris comme « membre actif » sur proposition de C. Saint-Saëns et G. Fauré.
- 1896-1912 : Marie Jaëll publie de nombreux livres et s'impose comme une pédagogue avertie[7] :
  - 1896 : La musique et la psychophysiologie[8], Paris, Félix Alcan, coll. « Bibliothèque de philosophie contemporaine » - Deuxième édition : 1926 - Traduction en espagnol par Josefa Lloret de Ballenilla en 1901; en allemand par Franziska Kromayer en 1905
  - 1897 : Le mécanisme du toucher: l'étude du piano par l'analyse expérimentale de la sensibilité tactile
  - 1899 : Le Toucher. Enseignement du piano basé sur la physiologie - Traduction en allemand sous le titre Der Anschlag par Albert Schweitzer, [1901?]
  - 1904 : L’intelligence et le rythme dans les mouvements artistiques [lire en ligne sur Wikisource]
  - 1906 : Le rythme du regard et la dissociation des doigts
  - 1910 : Un nouvel état de conscience : la coloration des sensations tactiles
  - 1912 : La résonance du toucher et la topographie des pulpes
- 1925 : Marie Jaëll meurt à l'âge de 79 ans.
- 1927 : La main et la pensée musicale. Préface d'André Siegfried.
- 1927 : Le toucher musical par l'éducation de la main: un nouvel enseignement artistique. Préface de Maurice Pottecher. [Textes choisis extraits des différents ouvrages écrits par Marie Jaëll].

## Œuvres musicales
- 1871 - 1879
  - Beethoven's Marcia alla Turca des Ruines d'Athènes en collaboration avec Alfred Jaëll
  - Deux méditations pour le piano (dédiées à Monsieur Théodore Hoffmann - Mérian.
  - Feuillet d'album pour piano dédié à son cher époux.
  - Impromptu pour piano.
  - Six petits morceaux pour piano (dédiés à Marie-Claire)
  - Sonate pour piano (dédiée à l'illustre Maître Franz Liszt)
  - Bagatelles pour piano (dédiées à Monsieur Henri Herz)
  - La Babillarde, Allegro
  - Psaume LXV
  - Valses pour piano à quatre mains, op. 8
  - Quatuor à cordes
  - Quatuor en sol mineur, pour piano, violon, alto, violoncelle (2 versions)
  - Johannes Brahms « Ein deutsches Requiem » opus 45. Version française par Mme Marie Jaëll-Trautmann.
  - Fantaisie sur Don Juan pour 2 pianos. (d'après la correspondance avec Franz Liszt)
  - Concerto no 1 en ré mineur pour piano et orchestre (dédié à Camille Saint-Saëns)
  - Götterlieder pour orchestre et chant
  - Harmonies imitatives pour piano (dédiées à Monsieur Albert Périlhou)
  - Runéa, Opéra en trois actes
  - Lieder (5) für eine Singstimme mit Begleitung des Pianoforte (dédiés à Madame Louise Ott)
  - Bärenlieder / La Légende des Ours, six chants humoristiques
  - Ossiane, poème symphonique
- 1880 -1889
  - Am Grabe eines Kindes / Sur le tombeau d'un enfant. Pour chœurs et orchestre (à la suite de la mort d'un des enfants de Camille Saint-Saëns)
  - Concerto no 1 en ré mineur, réduction pour deux pianos
  - Quatre mélodies pour chant avec accompagnement de piano (dédiées à Madame Alfred Ott)
  - Fantaisie pour violon et piano
  - Romance pour violon et piano (dédiée à Monsieur Marsick)
  - Sonate pour piano et violoncelle (dédiée à Ernest Reyer)
  - Sonate pour violon (dédiée à Madame Thérèse Parmentier)
  - Trio, Dans un rêve, piano, violon et violoncelle
  - Trio, piano, violon et violoncelle.
  - En route, pour orchestre.
  - Concerto pour violoncelle (dédié à Jules Delsart)
  - Six esquisses romantiques pour le piano (éditées sous le titre Six préludes pour piano)
  - fin de la troisième Mephisto Walz pour piano de Franz Liszt
  - Concerto no 2 en ut mineur pour piano et orchestre (dédié à Eugen d’Albert)
  - Sphinx, piano (dédié à Camille Saint-Saëns)
  - Friede mit euch, mélodie
  - Voix du printemps : Sur la grand'route, pour orchestre.
  - Voix du printemps pour piano à quatre mains (dédiée à Madame Aline Laloy)
  - Voix du printemps, idylle pour orchestre
  - Adagio pour alto et piano
  - Ballade (dédiée à Monsieur Adolphe Samuel)
  - Prisme. Problèmes en musique, pour piano (dédié à Camille Saint-Saëns)
  - Valses mélancoliques pour piano (dédiées à Mademoiselle Marie Rothan)
  - Valses mignonnes pour piano (dédiées à la Vicomtesse Emmanuel d'Harcourt)
  - Promenade matinale : esquisses pour piano (dédiée à Mlle Lucie Wassermann)
- 1890 - 1899
  - Second piano pour les Vingt pièces pour le piano, op. 58 de Benjamin Godard
  - La Mer, poésies de Jean Richepin
  - Les Orientales, poésies de Victor Hugo (dédiées à Madame Ch. Lamoureux (Brunet-Lafleur).
  - Les Beaux jours, piano.
  - Les Jours pluvieux, piano [et partiellement orchestre].
  - Paraphrase sur la lyre et la harpe pour piano.
  - Pièces pour piano. I Ce qu'on entend dans l'Enfer. II Ce qu'on entend dans le Purgatoire. III Ce qu'on entend dans le Paradis.
  - Chanson berçante (dédiée à Suzanne Villemin), dans Le Toucher (vol. 2)
  - Conte de fée (dédié à Marie-Anne Pottecher), dans Le Toucher (vol. 2)
  - Les Chasseurs (dédiés à Madoul Kiener), dans Le Toucher (vol. 2)
  - Petite valse chantante (dédiée à Madeleine Villemin), dans Le Toucher (vol. 2)
  - Petits lutins (dédiés à Marthe Fauconnier), dans Le Toucher (vol. 2)
  - Papillons gris (à Lisbeth Escherich), dans Le Toucher (vol.2)
  - Les Cloches lointaines, dans Le Toucher (vol. 3)
  - Pauvre mendiante, dans Le Toucher (vol. 3)
  - Supplication, dans Le Toucher (vol. 3)
  - Sept pièces faciles pour piano
- 1917
  - Harmonies d'Alsace pour petit orchestre

## Discographie
- Erb, Liszt, Jaëll. François Killian, piano. Aurophon, 1898. 
Enregistrement sonore d’abord comme disque vinyle puis comme disque compact publié à l'occasion du Bimillénaire de Strasbourg. - Œuvres de Marie-Joseph Erb, Suite op. 92, Sang und Klang im Elsass; Humoreske op. 81,6. Marie Jaëll, Appel. Fr. Liszt, 3e Mephisto-Valse (an Marie Jaëll). 
Appel est le troisième mouvement des Pièces pour piano : Ce qu’on entend dans l’enfer (1894). 
L'enregistrement se trouve à la Bibliothèque Nationale et universitaire (B.N.U.) de Strasbourg : M.LP.483./ M.CD.52.
- Marie Jaëll, French Character Pieces and Valses à quatre mains, op. 8. Lea Schmidt-Rogers, pianiste ; avec Vera Karl Rathje, pianiste. La Mesa (USA), 1998. B.N.U. Strasbourg : M.CD.563.
- Marie Jaëll. Œuvres pour piano : Feuillet d’album ; Esquisses romantiques ; 6 Valses mélancoliques ; Impromptu ; Pièces pour enfant. Alexandre Sorel, piano. Solstice, 1997. 1 CD, B.N.U. Strasbourg : M.CD.1.334.
- Marie Jaëll, Promenades matinales, 10 Bagatelles, 2e Méditation. Alexandre Sorel, piano. Solstice, 2000. 1 CD. B.N.U. Strasbourg : M.CD.1.335.
- Delphine Gleizes et Arnaud Laster, Les Orientales : illustrations et musiques, Paris, Maisonneuve et Larose, 2001. 99 p. & 2 CD. 
Les Orientales de Victor Hugo, mises en musique par Marie Jaëll vers 1893 font partie du champ de l'ouvrage et sont enregistrées entièrement sur l'un des CD qui accompagnent l'ouvrage. B.N.U. Strasbourg : M.147.103/CD.710.577,1.
- Marie Jaëll, Sonate pour violoncelle et piano. Mélodies et Lieder. Lara Erbès, pianiste ; Lisa Erbès, violoncelliste et Catherine Dubosc, soprano. Solstice, 2005. B.N.U. Strasbourg : M.CD.1.336.
- Mulheres Compositoras França - Brasil = Femmes compositrices France - Brésil. Sylvia Maltese, Piano solo ; Duo Tarditi-Maltese, piano à quatre mains, Paola Tarditi e Sylvia Maltese. Manaus, NovoDisc Midia Digital da Amazonia, [2009]. Œuvres de compositrices françaises et brésiliennes des XIXe et XXe siècles dont les Voix du printemps pour 4 mains de Marie Jaëll.
- Le Quatuor Florestan joue Marie Jaëll, Quatuor à cordes en sol mineur – première mondiale ; Fanny Mendelssohn, Quatuor à cordes en mi b majeur. Solstice, 2011. 
Enregistrement du Quatuor à cordes écrit par Marie Jaëll en 1875 dont le manuscrit resté inédit se trouve à la B.N.U. de Strasbourg.
- "Elle". Marie Jaëll. Mel Bonis. Cécile Chaminade. Par Paule van Parys, Wilhelm Kemper, piano (Verlag Dohr, 2011). 12 Valses et finale, op. 8, pour piano à 4 mains.
- Franz Liszt in Weimar - Ein musikalische Soirée, Cora Irsen, piano. Nuit Garde Roller, 2012. Marie Jaëll : Deux Valses mélancoliques ; Sonate; Cora Irsen: sa rencontre avec Marie Jaëll.
- Marie Jaëll, Complete Works for Piano 1, par Cora Irsen, piano (Label Querstand, 2015). L’intégrale des œuvres pour piano de Marie Jaëll comprend 5 CD en 4 volumes. Le premier disque inclut des œuvres de jeunesse, comme la Sonate et Feuillet d’album (1872) et des compositions davantage marquées par l’influence de Franz Liszt - Le second disque est entièrement consacré aux 18 pièces pour piano d'après la lecture de Dante, 1894. Titre original : Pièces pour piano. I - Ce qu'on entend dans l'Enfer. II... dans le Purgatoire. III... dans le Paradis. Les deux CD du vol. 3 rassemblent plus de dix œuvres composées entre 1871 et 1894 qui évoquent des atmosphères très contrastées. Elles incluent des pièces pédagogiques destinées à ses élèves. Avec le vol. 4, Cora Irsen a enregistré les deux Concerti pour piano et orchestre, avec l’Orchestre symphonique de la WDR (Cologne) dirigé par Arjan Tien.
- Marie Jaëll (1846-1925). Musique symphonique - Musique pour piano. Chantal Santon-Jeffery, David Bismuth, Lidija et Sanja Bizjak, Dana Ciocarlie, Romain Descharmes, Nicolas Stavy, David Violi, Xavier Philips, Brussels Philharmonic / Hervé Niquet, Orchestre National de Lille / Joseph Swensen. Ed. Singulares, 2015, 135 p., ill. & 3 CD (Palazzetto Bru Zane / Portraits, vol. 3)[9]. Les CD incluent des premiers enregistrements mondiaux comme le cycle de mélodies avec orchestre La Légende des ours. Avec textes de présentation : voir la bibliographie.
- Célia Oneto Bensaid, 18 pièces pour piano d'après la lecture de Dante, Présence Compositrices, 2022
- Tony Hymas, De Delphes (nato 5782) "Essaim de mouches" de Marie Jaëll (autres compositions : Mel Bonis, Cécile Chaminade, Leoš Janáček, Claude Debussy, Jacky Molard...) 2021
- Célia Oneto Bensaid, avec l'orchestre d'Avignon sous la direction de Deborah Waldman, Premier concerto pour piano de Marie Jaëll en D Minor, 3ème Mephisto Walz de Franz Liszt, concerto pour piano numéro 1 de Franz Liszt, NoMadMusic, avril 2024.

### Partitions
- Marie Jaëll, Quatuor à cordes en sol mineur : 1875 / édité par Sébastien Troester [Partition et Parties]. Strasbourg: S. Troester, 2010. 1 partition (44 p.); 30 cm + 4 parties.
- Marie Jaëll, Trois mélodies inédites. Restitution : Lara Erbès, Strasbourg, éditions du Conservatoire, 2011, 10 p., mus.

Trois poèmes mis en musique : Le troupeau sans guide, poème de Montpensier ; Un baiser, poème de Ronsard ; Les hiboux, poème de Baudelaire.
- Marie Jaëll, Le Catafalque pour piano et voix de contralto (ou mezzo)/ édition critique par Florence Doé de Maindreville. Klein-Winternheim: Certosa Verlag, 2012. 14 p., mus. CVJaë1 - Sur un poème de Jean Richepin. Avec biographie, préface et notes critiques.
- Marie Jaëll, Recueil de chansons pour piano et voix de contralto (ou mezzo)/ édition critique par Florence Doé de Maindreville. Klein-Winternheim: Certosa Verlag, 2012. 33 p., mus. CVJaë2 - Sur des poèmes de Guillaume de Lorris, J.A.M. Montperlier, Ch.-P. Colardeau, A. Gide, A. Billaut. Avec biographie, préface et notes critiques.
- Marie Jaëll, Sonate en la mineur. Pour violoncelle et piano / Ed. par Florence Doé de Maindreville [Partition et Partie]. Sampzon: Delatour: BNU, 2012. 1 partition (79 p.); 30 cm + 1 partie. DLT1043. Coédition avec la Bibliothèque nationale et universitaire de Strasbourg où se trouvent les manuscrits.
- [Pour les enfants, 7 Pièces faciles pour piano de Marie Jaëll] Présentation de 4 Pièces pour enfants de Marie Jaëll, avec partitions et enregistrement sur CD par Alexandre Sorel. Dans Pianiste, bimestriel, janvier-février 2013, no 78, p. 45-48.
- Marie Jaëll-Trautmann, La Babillarde, für Klavier – pour piano, éd. par Joanna Stepalska-Spix, Klein-Winternheim, Certosa Verlag, 2014, 5 p., mus. CVJaë3. Nouvelle édition de La Babillarde. Allegro pour piano, parue à Paris, Heugel, 1872.
- Les valses mignonnes, Klavier solo, introd. par Catherine Guichard, Altenburg, Verlag Klaus-Jürgen Kamprad, 2015, 16 p., mus.